# Aşağıkurudere, Emirdağ
Aşağıkurudere là một xã thuộc huyện Emirdağ, tỉnh Afyonkarahisar, Thổ Nhĩ Kỳ. Dân số thời điểm năm 2011 là 202 người.